# Väderkvarnsbacken
Väderkvarnsbacken är ett kommunalt  naturreservat i Askersunds kommun i Örebro län.
Området är naturskyddat sedan 2005 och är 13 hektar stort. Reservatet består av en del av en rullstensås som har lövskog på östsluttningen.